# 孫沁文
孫 沁文（そん しんぶん、簡体字:孙 沁文、1987年 - ）は、中国の推理作家。ペンネームは「鶏丁(鸡丁、ジーディン)」。密室殺人など不可能犯罪ものが特に得意で、中国では「中国の密室殺人の王様」として知られている。 

## 略歴
孫沁文は高校時代に学校の図書館で江戸川乱歩の小説集を読んで、ミステリ小説に夢中になった。2008年、中国のミステリ専門誌・『推理』の2008年第6期でデビュー作「雷雨中的密室杀人」を掲載された。以降、「鶏丁」の名義で短編ミステリ小説を次々に掲載された、主に不可能犯罪をテーマにする作品である。2013年，孫沁文は自分の作品から13篇を選んで、『1/13的密室』という短編集を自ら編集して、同人誌の形で発売した。2016年、孙沁文はミステリアニメ『吃謎少女（謎喰う少女）』シリーズの脚本を書き始めた。このシリーズは謎を解けないと老婆になる少女が難事件を挑む物語である。作風は孫沁文得意な不可能犯罪ものである。同年、ビリビリ動画により放送された。
2018年、『吃謎少女』シリーズ最初の劇場版『溺亡大厦』はビリビリ動画により放送された。2019年、『吃謎少女 第二季』はビリビリ動画により放送された。2018年8月、孫沁文の最初の長編ミステリ小説『凛冬之棺』（「孫沁文」名義で発表された）は新星出版社より刊行。
かつて中国の推理作家の陸燁華と時晨と共に『Q.E.D. 可以的』というトーク番組を制作した。

## 小説

### 単行本
- 『凛冬之棺』新星出版社 2018年 ISBN 9787513331586
- 『写字楼的奇想日志』新星出版社 2020年 ISBN 9787020157105
  - 「赤色模特」 初出『推理世界』2012年6A
  - 「礼物」 初出『推理世界』2012年8A
  - 「白色愚人節」 初出『推理世界』2013年9A
  - 「彼岸的心」 初出『推理世界』2013年11A
  - 「悪作劇之夏」 初出『推理世界』2014年10B
  - 「室内撑傘的男人」 初出『推理世界』2017年1A
  - 「喫人電梯」 書き下ろし
  - 「藍色的告別」 書き下ろし

### アンソロジー掲載
- 《冰雪中的密室殺人》《伏殺》 珠海出版社 2008年 ISBN 9787545301397
- 《凄凉的鎖》《14号推理当鋪》 広西人民出版社 2010年 ISBN 9787219068151
- 《載着眼泪的子弾》《時間的灰燼三 失去的機会》 中国戲劇出版社 2011年 ISBN 9787104035176
- 《天蛾人事件》《2016年中国懸疑小説選》 長江文芸出版社 2017年 ISBN 9787535493040
- 《請勿高空抛物》《2017年中国懸疑小説選》 長江文芸出版社 2018年 ISBN 9787570200528
- 《彼岸的心》《給孩子的推理故事》 長江文芸出版社 2019年 ISBN 9787549265701
- 《光密室》《2018年中国懸疑小説選》 長江文芸出版社 2019年 ISBN 9787570207336

### 単行本未収録短編
- 赫子飛シリーズ
  - 《旅館的密室》《最推理》総第10辑
  - 《無形的劇毒》《中学生·故事吧》2013年7、8月合刊
  - 《鬼火之謎》《金陵晚报》
  - 《冰雪中的密室殺人》《最推理》総第8輯
  - 《雷雨中的密室殺人》《推理》2008年第6期
  - 《盲点》《推理志》2009年2月
  - 《虚偽的不在場証明》《推理志》2009年7月
  - 《情人節的暗号》《金陵晚報》
  - 《天衣有縫》《中学生·異度空間》2012年4月
  - 《斩首缆车》《推理世界》2008年11B
  - 《凶棺》《推理世界》2011年2B
  - 《孤坟》《推理世界》2013年2B
  - 《五枚硬幣》《焼脳X第二季.01未知来信》（2019年第16期）
  - 《偏離》《最推理》総第20輯
  - 《洛倫兹的審判》《推理世界》2016年6B
  - 《請勿高空抛物》《歳月·推理》2017年2-3月合刊

- 慕小影シリーズ
  - 《蜘蛛之咒》《懸疑屋——伊媚》増刊第一季
  - 《物理学密室》《最推理》総第13輯
  - 《牛奶殺局》《中学生·異度空間》2012年5月
  - 《離別曲》《鋭閲読·推理》2021年2月

- 夏時シリーズ
  - 《孤独的悲劇》《推理大師》総第3期
  - 《重組的邏輯》《最推理》総第17輯
  - 《凄凉的鎖》《14号推理当鋪》
  - 《深邃的井》《最推理》総第19輯
  - 《神的密室》《推理世界》2009年5B
  - 《密閉的鉄殻》《最推理》総第21辑
  - 《来自地地獄的刀刃》《最推理》総第23辑
  - 《網球場的亡霊》《推理世界》2009年10B
  - 《灰色的封印》《歳月·推理》2014年11月银版·鸡丁密室特辑
  - 《昆虫絞刑官》《推理世界》2010年1B
  - 《載着眼泪的子弾》《時間的灰燼 失去的機会》
  - 《雪祭》《推理世界》2012年3B
  - 《天蛾人事件》《推理世界》2016年5B

- 福小茂シリーズ
  - 《“会魔法”的推理名著》《超級小神探》2019年10月

- 謎之治癒（謎を癒す）シリーズ
  - 《打不开的自習室》《中学生·故事吧》2013年10月
  - 《消失魔法陣》《中学生·故事吧》2014年11月

- 安縝シリーズ
  - 《光密室》《2018年中国懸疑小说精選》
  - 《編輯失踪事件》“新星出版社”微信公衆号 2018年12月26日聖誕節特輯
  - 《杏仁味的感恩節》“新星出版社”微信公衆号 2020年11月26日感恩節特輯

- 非シリーズ列
  - 《自救的尸体》《最推理》总第15辑
  - 《憎悪之錘》《推理世界》2011年3B
  - 《悪霊塔謎案》《推理世界》2012年10B（エドワード・D・ホックのサム・ホーソーン医師シリーズの同人小説）
  - 《溺斃摩天輪》《推理世界》2014年11A
  - 《幽霊手》《快楽閲読》第一期
  - 《怪人K的魔術》《偵探冒険王》2018年1-2月合刊
  - 《悠閑的劫匪》《偵探冒険王》2018年6月

### 邦訳
- 「憎悪の鎚」『現代華文推理系列　第二集』稲村文吾訳 Kindle 2015年10月[8]
- 「厳冬之棺」ハヤカワ・ミステリ文庫 阿井幸作訳 ISBN 9784151857515 2023年9月

## マンガ原作
- 『吃谜少女1』 漫画：徐祖超 新星出版社 ISBN 9787513344036
- 『吃谜少女2』 漫画：徐祖超 新星出版社 ISBN 9787513343985
- 『吃谜少女3』 漫画：徐祖超 新星出版社 ISBN 9787513343992

## 脚本

### テレビアニメ
- 『求求你，吃我吧』 (抖动文化 2016)
- 『吃谜少女』（抖动文化 2016）
- 『吃谜少女 第二季』 （抖动文化 2019）

### 劇場版アニメ
- 『溺亡大厦』（2018）